# 고김양제고택
심원위재(深原緯齋) ; 고 김양제고택, 김동성고택, 행율당,보길도고택,정자리 사랑이라고도 불리움, 민간정원고택)은 대한민국 전라남도 완도군 보길면 정자리에 있는 개인소유의 고택이다. 2003년 11월 24일 완도군의 향토문화유산 제5호로 지정되었다.
심원위재 (深原緯齋, 민간정원 고택)
전라남도 완도군 보길면 정자리 460번지 (보길로 513)
조선 말 고종 때 사헌부(司憲府) 감찰(監察)과 중추원(中樞院) 의관(議官)을 역임하신 분으로, 백윤(伯允) 이병연(李秉延)의 지리지인 조선환여승람(朝鮮寰與勝覽) 전라남도 지리총설 완도군편 수비(竪碑)편에 휼민비(恤民碑)에 의한 공덕, 그리고 일제침략초기 항일산림전쟁의 주도자(조선일보 이규태역사에세이 산림전쟁의 보길도 김노인, 1998.08.12)로 더 알려진 계암(溪岩) 김성희(金成喜) 선생(국립중앙도서관, 고려대학교 박물관 보관 계암선생문집의 저자)이 조부이신 김정주(金井柱)선생, 아버지이신 김노연(金魯璉)선생으로 이어서 내려오던 기와집과 여러채의 초가집을 개축/증축하여 건립한 한옥으로 안채(愚溪堂과 樂琴書室)와 사랑채(杏律堂),행랑채(亭山堂), 대문채(溪岩堂) 4개 동으로 구성되었으며, 전체 2,535㎡의 대지면적에 총 231.3㎡ 규모의 목조 전통한옥으로, 정확한 건립연대는 확인할 수 없으나, 안채는 1847년(庚辰年)경 신축(또는 개축/증축) 된 것으로 추정할 뿐이다.
1924년 보길사립보통학교(補吉普校)와 1926년 완도중학원(莞島中學院)을 설립하는 교육사업과 완도뿐만 아니라 해남과 진도까지의 간척사업, 특히 노화읍 본도와 보길도(보길동도와 보길서도를 연결통합) 40여 정보의 공유수면을 간척, 매립하여 농토화(보길면 통리 정산김상근저수지 주변)하고 섬 주민들에게 무상으로 불하하는 등 교육(육영), 간척(권농), 영림(조림)의 3대사업가(정자리 비석거리에 기념비 竪碑)로 알려진 정산(亭山) 김상근(金商瑾) 선생이 사랑채인 행율당(杏律堂)과 대문채(溪岩堂), 행랑채(亭山堂)를 개축/증축을 마무리하여 현재의 모습으로 구성하게 되었다.
당시 정자리 바닷가에 기와공장을 세우고, 직접 구운 전통기와로 지붕을 얹었으며, 중국인 토수와 일본인 목수까지 건축기술자로 참여하여 공사를 진행하게 하였다. 그런 결과 동양 3국의 특징으로서 전통 한옥건축물에 중국의 흙과 백회의 벽 미장기술과 일본의 유리 창문기술이 가미된 독특한 건축물 형태로 축조되었다.
이후 노화면장과 초대 전라남도 도의회 의원(원내총무)을 지낸 우계(愚溪) 김양제(金良濟) 선생이 많은부분 실제 사용의 편의성을 가미하여 현대화하여 중수하고, 중정과 후정의 전체 정원형태로 조성하였다.
이백여년이 된 네그루 은행나무 고목를 비롯하여 백여년이 넘어보이는 고목인 보길도 토종 흰동백과 나한송, 비파나무, 금목서가 있다. 그리고 전체 150여 종류 이상의 아열대수종과 난대수종들이 이루어져 있어 가히 식물원이라 하겠다.